# Axel Collin

Axel Collin som Shylock 1889.

Axel Wilhelm Collin, född 20 juli 1849 i Stockholm, död 2 februari 1922 i Lidingö, var en svensk skådespelare, regissör och teaterchef, son till fabrikören Gustaf Wilhelm Collin.
Efter Katarina elementarskola och en tid som lantmäterielev kom Collin in på en tvåårig utbildning vid Kungliga teaterns elevskola 1868–1870. Därpå anslöt han till Johan Fredrik Lundgréns teatersällskap och efter debut på Södra Teatern som Axel Wapensköld i En komedi var han knuten till Carl Otto Lindmarks och Frans Ferdinand Novanders sällskap. Efter ett år på Nya Teatern i Göteborg debuterade han som Mercutio i Romeo och Julia på Kungliga stora teatern 25 april 1882. Fram till 1888 hade han sedan verksamheten förlagd till Nya teatern i Stockholm. År 1889 bildade han sitt eget teatersällskap med vilket han under femton år turnerade i landsorten.
Spelåret 1905–1906 var Collin försteregissör vid Stora Teatern i Göteborg, men därefter ägnade han sig endast åt uppläsningar. Han var vice ordförande i Svenska teaterförbundet 1908–1916.